# Juan Manuel Rodríguez Poo
Juan Manuel Rodríguez Poo (1964) és un economista espanyol, catedràtic de Fonaments de l'Anàlisi Econòmica de la Universitat de Cantàbria. Va ser president de l'Institut Nacional d'Estadística entre el 2018 i el 2022.

## Biografia
Llicenciat en Ciències Econòmiques i Empresarials per la Universitat del País Basc i doctor en Economia per la Universitat Catòlica de Lovaina (Bèlgica), actualment catedràtic de Fonaments de l'Anàlisi Econòmica de la Universitat de Cantàbria. Prèviament, ho va ser de la Universitat de Saragossa. També ha estat professor de les Universitats del País Basc, Ginebra i Paul Sabatier. Entre 2004 i 2011 va ser director de l'Institut Càntabre d'Estadística (ICANE).
L'octubre de 2018 va ser nomenat pel primer govern de Pedro Sánchez com a president de l'Institut Nacional d'Estadística (INE). Quatre anys després, el 28 de juny de 2022, va presentar la seva dimissió després de discrepàncies amb el Govern. L'Associació d'Estadístics Superiors de l'Estat (AESE) va emetre un comunicat en el qual criticava l'actitud del Govern. Un mes més tard, el 2 d'agost de 2022, fou substituït per Elena Manzanera Díaz, fins al moment directora de l'Institut d'Estadística i Cartografia d'Andalusia.